# Lala Abdul Rashid
Lala Abdul Rashid (Rawalpindi, 1 juni 1922 - Rawalpindi, 8 maart 1988) was een hockeydoelman uit Pakistan. 
Rashid won met de Pakistaanse ploeg de gouden medaille tijdens de Olympische Spelen 1960 in Rome door in de finale India te verslaan. Dit was de eerste nederlaag voor India op de Olympische Spelen. Tijdens deze spelen werd Rashid slechts eenmaal gepasseerd.
In de jaren 70 was Ahmed coach van het Pakistaanse elftal.

## Erelijst
- 1960 –  Olympische Spelen in Rome